# Stephen Bowen
Stephen Gerard Bowen (ur. 13 lutego 1964 w Cohasset, stan Massachusetts, USA) – amerykański inżynier, astronauta, komandor United States Navy.

## Wykształcenie oraz służba wojskowa
- 1982 – ukończył szkołę średnią (Cohasset High School) w Cohasset.
- 1986 – został absolwentem Akademii Marynarki Wojennej Stanów Zjednoczonych w Annapolis (United States Naval Academy), stan Maryland, otrzymując licencjat z elektrotechniki. Następnie rozpoczął czynną służbę w marynarce. Do 1989 służył na atomowych okrętach podwodnych Parche (SSN-683) i Pogy (SSN-647).
- 1993 – ukończył na Massachusetts Institute of Technology inżynierię oceaniczną. Kierunek ten był prowadzony przez MIT we współpracy z Woods Hole Oceanographic Institution. Następnie jako Engineering Officer rozpoczął służbę na okręcie podwodnym Augusta (SSN-710). Podczas służby zdobył kwalifikacje pozwalające na dowodzenie okrętami podwodnymi o napędzie atomowym.
- 1997 – rozpoczął służbę w Dowództwie Operacji Specjalnych (United States Special Operations Command – USSOCOM) w grupie roboczej zajmującej się sprawami planowania.
- 1999 – przez 9 miesięcy w Głównym Inspektoracie Floty Podwodnej (Navy's Submarine Board of Inspection and Survey – INSURV) zajmował się kontrolą okrętowych siłowni jądrowych.
- 2000 – w maju został pierwszym oficerem na atomowym okręcie podwodnym USS Virginia (SSN-774). Był to pierwszy okręt typu Virginia.

## Praca w NASA i kariera astronauty
- 2000 – 26 lipca został przyjęty do korpusu amerykańskich astronautów (NASA-18(inne języki)) jako kandydat na specjalistę misji. Już w sierpniu rozpoczął szkolenie specjalistyczne. Bowen był pierwszym astronautą, który wcześniej służył na łodziach podwodnych.
- 2002 – zakończył kurs podstawowy, po którym otrzymał przydział do Biura Astronautów NASA do wydziału eksploatacji stacji kosmicznej (Station Operations Branch).
- 2007 – 24 marca został specjalistą misji w załodze STS-124. Podczas lotu, który miał się rozpocząć w lutym 2008 zaplanowano dostarczenie na orbitę kolejnych elementów japońskiego modułu Kibō. Latem zmieniony został plan lotów wahadłowców do ISS i Bowena wycofano z tej załogi. W listopadzie został wyznaczony przez NASA do składu załogi lotu STS-126[1].
- 2008 – w dniach 15–30 listopada na pokładzie wahadłowca Endeavour uczestniczył w misji STS-126.
- 2010 – 14 maja na pokładzie wahadłowca Atlantis wystartował do misji STS-132.
- 2011 – od 24 lutego do 9 marca na pokładzie wahadłowca Discovery uczestniczył w misji STS-133.

W trakcie tych trzech lotów kosmicznych Bowen odbył siedem spacerów kosmicznych, łącznie spędził 47 godzin i 18 minut w otwartej przestrzeni kosmicznej.

## Nagrody i odznaczenia
- Defense Meritorious Service Medal
- Meritorious Service Medal
- Navy Commendation Medal – trzykrotnie
- Navy Achievement Medal – dwukrotnie
- Universal Astronaut Insignia za lot orbitalny (nr 485) – Stowarzyszenie Uczestników Lotów Kosmicznych (Association of Space Explorers(inne języki))[3]

## Wykaz lotów
| Loty kosmiczne, w których uczestniczył Stephen Gerard Bowen             | Loty kosmiczne, w których uczestniczył Stephen Gerard Bowen | Loty kosmiczne, w których uczestniczył Stephen Gerard Bowen | Loty kosmiczne, w których uczestniczył Stephen Gerard Bowen | Loty kosmiczne, w których uczestniczył Stephen Gerard Bowen | Loty kosmiczne, w których uczestniczył Stephen Gerard Bowen | Loty kosmiczne, w których uczestniczył Stephen Gerard Bowen |
| №                                                                       | Data startu                                                 | Statek kosmiczny                                            | Data lądowania                                              | Statek kosmiczny                                            | Funkcja                                                     | Czas trwania                                                |
| ----------------------------------------------------------------------- | ----------------------------------------------------------- | ----------------------------------------------------------- | ----------------------------------------------------------- | ----------------------------------------------------------- | ----------------------------------------------------------- | ----------------------------------------------------------- |
| 1                                                                       | 15 listopada 2008                                           | STS-126 Endeavour F-22                                      | 30 listopada 2008                                           | STS-126 Endeavour F-22                                      | Specjalista misji                                           | 15 dni 20 godzin 29 minut i 27 sekund                       |
| 2                                                                       | 14 maja 2010                                                | STS-132 Atlantis F-32                                       | 26 maja 2010                                                | STS-132 Atlantis F-32                                       | Specjalista misji                                           | 11 dni 18 godzin 27 minut i 59 sekund                       |
| 3                                                                       | 24 lutego 2011                                              | STS-133 Discovery F-39                                      | 9 marca 2011                                                | STS-133 Discovery F-39                                      | Specjalista misji                                           | 12 dni 19 godzin 3 minuty i 51 sekund                       |
| Łączny czas spędzony w kosmosie — 40 dni 10 godzin 1 minuta i 17 sekund |                                                             |                                                             |                                                             |                                                             |                                                             |                                                             |